# District de garde de Ryojun

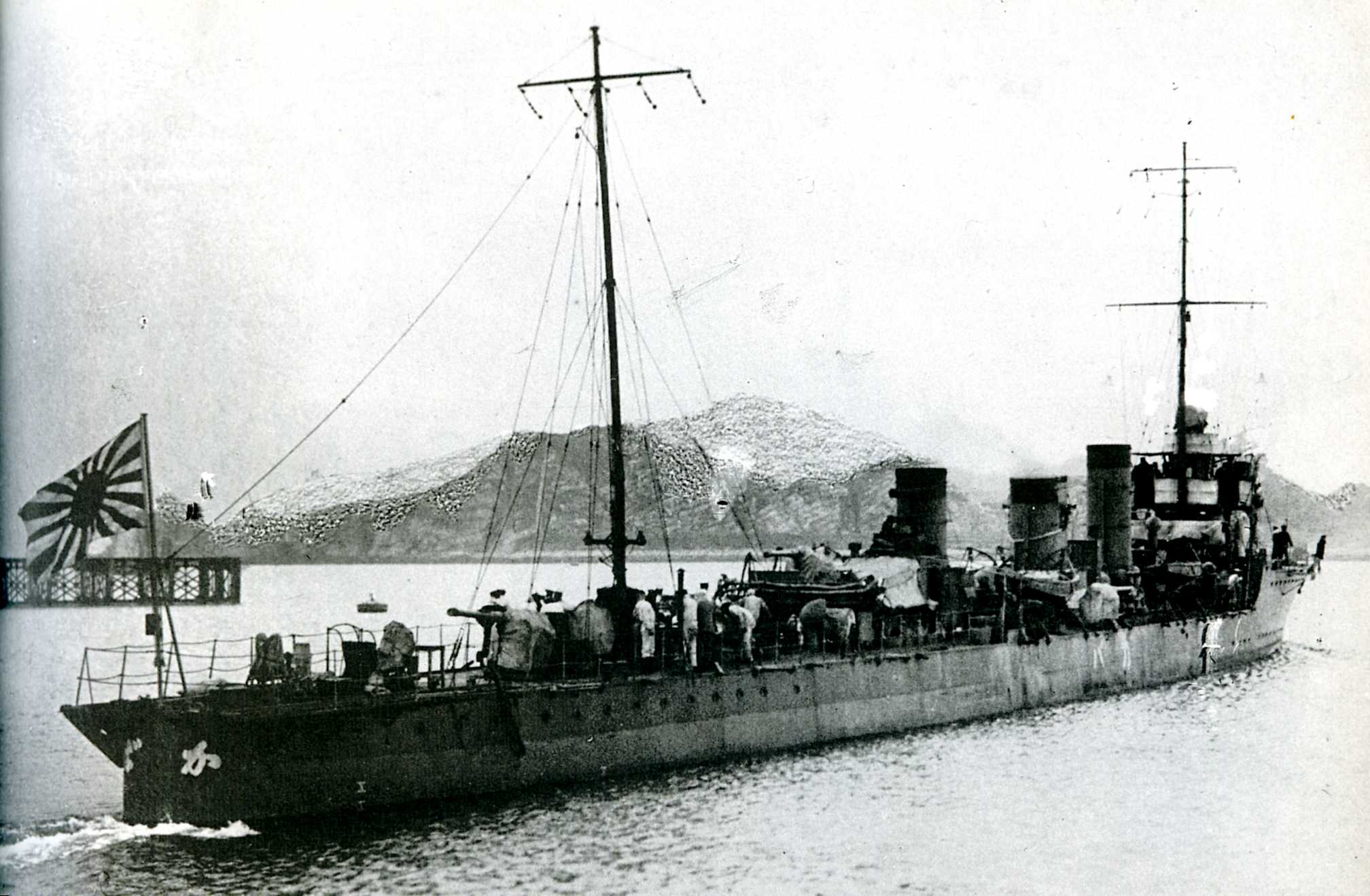
Le destroyer japonais Kaba entrant à Ryojun.

Le district de garde de Ryojun (旅順要港部, Ryojun Yōkōbu) est la principale base navale de la marine impériale japonaise au Guandong avant et durant la guerre sino-japonaise (1937-1945). Situé à Ryojun (38° 48′ 45″ N, 121° 14′ 30″ E) (actuelle Lüshunkou en Chine), le district était responsable du contrôle de la façade maritime du Mandchoukouo et du nord de la Chine et des patrouilles dans la mer Jaune et le long des côtes chinoises. Il est dissous en 1943.

## Histoire
Les districts de garde (警備府, Keibifu) étaient des bases navales de second niveau, similaires aux districts navals (鎮守府) de premier niveau, avec des docks, des dépôts de carburant et généralement un chantier naval ou une école de formation. Ils étaient établis sur les couloirs maritimes stratégiques ou les villes portuaires importantes dans un but défensif. Dans le concept, un district de garde est similaire à celui des Sea Frontier (en) de la marine américaine. Le district maintenait une petite garnison de navires des forces de débarquement de la marine impériale japonaise (en) qui recevait directement ses ordres du commandant du district naval, et accueillait des détachements des nombreuses flottes assignées temporairement au district.
Le port de Ryojun dans la péninsule du Guandong est une zone historiquement liée à la marine impériale japonaise, ayant été le premier territoire conquis durant la guerre sino-japonaise (1894-1895) en décembre 1894. Le Japon fut forcé d'abandonner le port à cause de la Triple intervention en février 1896, et ses installations portuaires furent très vite occupées et développées par la marine impériale russe sous le nom de Port-Arthur, qui deviendra la plus importante base navale russe en Extrême-Orient.
La base navale russe est capturée par le Japon après la bataille de Port-Arthur en août 1904 et est renommée « district naval de Ryojun » (龍順鎮守府). Celui-ci manque cependant de chantiers navals, d'armureries et de centres d'entraînement comme les autres districts navals (installations pour lesquelles il se réfère au district naval de Sasebo). D'abord occupé à organiser des patrouilles le long des côtes de la péninsule du Liaodong et à contrôler les approches maritimes de Tianjin et de Pékin, le site est vu comme un poste prestigieux, et son commandant reçoit son assignation directement de l'empereur.
Cependant, le 14 mars 1914, le statut du district naval de Ryojun est réduit à celui de port de troisième rang, ou yōkōbu (要港部). Il sert de zone de transit et de stockage de carburant durant la Première Guerre mondiale pour les opérations contre l'escadre d'Extrême-Orient de la marine impériale allemande basée à Tsingtao. Après la victoire alliée, l'élimination de la menace allemande, et la signature du traité de Washington de 1922 limitant les forces navales, le port militaire de Ryojun est désactivé le 1er décembre 1922.
En avril 1933, la base est réactivée, et son rôle étendu à celui de patrouille et de garde des côtes du Mandchoukouo. Le 20 novembre 1941, en anticipation de la guerre avec les États-Unis, Ryojun est élevé au statut de district de garde.
Cependant, le 15 janvier 1942, avec la perte de contrôle total des approches maritimes de Chine et du Mandchoukouo, le district de garde est de nouveau désactivé.

## Ordre de bataille au moment de l'attaque de Pearl Harbor
- District de garde de Ryojun
- Division 32 de dragueurs de mines
  - Shanan Maru #16

## Liste des commandants
Commandants officiers
|    | Nom                                 | Dates                                 |
| -- | ----------------------------------- | ------------------------------------- |
| 1  | Amiral Baron Shibayama Yahachi      | 6 février 1905 - 2 février 1906       |
| 2  | Amiral Baron Misu Sotarō            | 2 février 1906 - 22 novembre 1906     |
| 3  | Vice-Amiral Baron Masaaki Hashimoto | 22 novembre 1906 - 28 août 1908       |
| 4  | Vice-Amiral Baron Tomioka Sadayasu  | 28 août 1908 - 1er décembre 1910      |
| 5  | Vice-Amiral Hikohachi Yamada        | 1er décembre 1910 - 1er décembre 1912 |
| 6  | Vice-Amiral Hajime Sakamoto         | 1er décembre 1912 - 1er avril 1914    |
| 7  | Vice-Amiral Reijiro Kawashima       | 1er avril 1914 - 13 décembre 1915     |
| 8  | Vice-Amiral Takarabe Takeshi        | 13 décembre 1915 - 1er décembre 1916  |
| 9  | Amiral Teijiro Kuroi                | 1er décembre 1916 - 1er décembre 1918 |
| 10 | Vice-Amiral Tatsuo Matsumura        | 1er décembre 1918 - 1er Oct 1920      |
| 11 | Vice-Amiral Naoe Nakano             | 1er Oct 1920 - 1er décembre 1921      |
| 12 | Vice-Amiral Kesataro Kawahara       | 1er décembre 1921 - 10 décembre 1922  |
| X  | Désactivé                           | 10 décembre 1922 - 20 avril 1933      |
| 13 | Vice-Amiral Shizue Tsuda            | 20 avril 1933 - 1er Jul 1933          |
| 14 | Vice-Amiral Yurikazu Edahara        | 1er Jul 1933 - 15 novembre 1934       |
| 15 | Vice-Amiral Kichijiro Hamada (en)   | 15 novembre 1934 - 15 novembre 1935   |
| 16 | Amiral Hideho Wada                  | 15 novembre 1935 - 1er décembre 1936  |
| 17 | Vice-Amiral Masaichi Maeda          | 1er décembre 1936 - 15 novembre 1938  |
| 18 | Vice-Amiral Ichiro Sato             | 15 novembre 1938 - 15 novembre 1939   |
| 19 | Vice-Amiral Boshirō Hosogaya        | 15 novembre 1939 - 15 novembre 1940   |
| 20 | Vice-Amiral Teruhisa Komatsu        | 15 novembre 1940 - 5 Jul 1941         |
| 21 | Vice-Amiral Hidehiko Ukita          | 5 Jul 1941 - 5 janvier 1942           |

Chef d'État-major
|    | Nom                              | Dates                                 |
| -- | -------------------------------- | ------------------------------------- |
| 1  | Vice-Amiral Chikataka Tamari     | 7 janvier 1905 - 22 novembre 1906     |
| 2  | Contre-Amiral Tomokazu Takigawa  | 22 novembre 1906 - 28 août 1908       |
| 3  | Vice-Amiral Yasutaro Egashira    | 28 août 1908 - 1er décembre 1909      |
| 4  | Contre-Amiral Genzaburo Ogi      | 1er décembre 1909 - 1er décembre 1910 |
| 5  | Vice-Amiral Tadamichi Kamaya     | 1er décembre 1910 - 1er décembre 1911 |
| 6  | Contre-Amiral Sukeshiro Hanabusa | 1er décembre 1911 - 6 décembre 1911   |
| 7  | Contre-Amiral Yoshimoto Shoji    | 6 décembre 1911 - 1er décembre 1912   |
| 8  | Contre-Amiral Sadaichi Hiraoka   | 1er décembre 1912 - 1er décembre 1913 |
| 9  | Contre-Amiral Masaki Nakamura    | 8 mai 1914 - 11 mai 1916              |
| 10 | Contre-Amiral Kanshiro Haji      | 11 mai 1916 - 1er décembre 1917       |
| 11 | Contre-Amiral Kametaro Muta      | 12 février 1918 - 10 novembre 1918    |
| 12 | Contre-Amiral Kenkichi Wada      | 20 novembre 1920 - 1er avril 1922     |
| 13 | Vice-Amiral Kiyohiro Ijichi      | 1er avril 1922 - 10 novembre 1922     |
| X  | Désactivé                        | 10 décembre 1922 - 20 avril 1933      |
| 14 | Contre-Amiral Hisoharu Kubota    | 20 avril 1933 - 15 novembre 1935      |
| 15 | Vice-Amiral Chūichi Hara         | 15 novembre 1935 - 1er décembre 1937  |
| 16 | Vice-Amiral Shintarō Hashimoto   | 1er décembre 1937 - 15 novembre 1939  |
| 17 | Contre-Amiral Isamu Takeda       | 15 novembre 1939 - 1er novembre 1940  |
| 18 | Contre-Amiral Keizo Tanimoto     | 1er novembre 1940 - 5 janvier 1942    |